# Thomas F. Walsh
Pour les articles homonymes, voir Walsh.
 Thomas F. Walsh, est un homme d’affaires américain d’origine irlandaise. Il a notamment fait fortune dans les mines d'or.

## Biographie
Walsh est né le 2 avril 1850 à Lisronagh en Irlande. Il émigre aux États-Unis en 1869 à 19 ans, avec sa sœur Maria, et s'installe à Worcester dans le Massachusetts. Au début des années 1870, il partit s’installer dans le Colorado au moment du boom minier ou il fait des affaires dans les services et la prospection. Il devient le propriétaire d’un hôtel a Leadville.
En 1896, il fait la découverte d’or dans la région d’Ouray, et la Mine de Camp Bird est mise en place. Il devient en quelques années un millionnaire. Il déménage alors avec sa famille en 1898 à Washington, ou il mènent un train de vie luxueux et voyage en Europe, notamment pour l'Exposition universelle de 1899 à Paris.

## Postérité
Sa fille, Evalyn Walsh McLean, fait référence plusieurs fois à la vie de son père et comment il a fait fortune dans sa propre autobiographie.  